# Ascochyta aquilegiae
Ascochyta aquilegiae är en svampart som först beskrevs av Roum. & Pat., och fick sitt nu gällande namn av Pier Andrea Saccardo 1884. Ascochyta aquilegiae ingår i släktet Ascochyta, ordningen Pleosporales, klassen Dothideomycetes, divisionen sporsäcksvampar och riket svampar.   Inga underarter finns listade i Catalogue of Life.